# Liste der Staatsoberhäupter des Tschad
Dies ist eine Liste der Staatsoberhäupter des Tschad seit der Unabhängigkeit des Landes.

## Liste der Amtsinhaber
| Nr. | Bild                                                    | Name (Lebensdaten)                    | Amtsbezeichnung                                               | Amtszeit          | Amtszeit          | Partei   |
| Nr. | Bild                                                    | Name (Lebensdaten)                    | Amtsbezeichnung                                               | Beginn            | Ende              | Partei   |
| --- | ------------------------------------------------------- | ------------------------------------- | ------------------------------------------------------------- | ----------------- | ----------------- | -------- |
| −   | François Tombalbaye                                     | François Tombalbaye                   | Staatsoberhaupt                                               | 11. August 1960   | 23. April 1962    | PPT      |
| 1.  | François Tombalbaye                                     | François Tombalbaye                   | Präsident                                                     | 23. April 1962    | 30. August 1973   | PPT      |
| 1.  | François Tombalbaye                                     | Ngarta Tombalbaye (* 1918; † 1975)    | Präsident                                                     | 30. August 1973   | 13. April 1975    | MNRCS    |
| −   |                                                         | Noël Milarew Odingar (* 1932; † 2007) | Kommissarisches Staatsoberhaupt                               | 13. April 1975    | 15. April 1975    | Militär  |
| −   |                                                         | Félix Malloum (* 1932; † 2009)        | Vorsitzender des Obersten Militärrates                        | 15. April 1975    | 12. Mai 1975      | Militär  |
| −   | Staatsoberhaupt                                         | Félix Malloum (* 1932; † 2009)        | 12. Mai 1975                                                  | 29. August 1978   |                   | Militär  |
| 2.  | Präsident                                               | Félix Malloum (* 1932; † 2009)        | 29. August 1978                                               | 23. März 1979     |                   | Militär  |
| −   |                                                         | Goukouni Oueddei (* 1944)             | Vorsitzender des Provisorischen Staatsrates                   | 23. März 1979     | 29. April 1979    | FROLINAT |
| −   |                                                         | Lol Mohammed Chawa (* 1939; † 2019)   | Präsident der Übergangsregierung der Nationalen Einheit       | 29. April 1979    | 3. September 1979 | RDP      |
| −   |                                                         | Goukouni Oueddei (* 1944)             | Vorsitzender des Provisorischen Verwaltungsausschusses        | 3. September 1979 | 10. November 1979 | FROLINAT |
| −   | Präsident der Übergangsregierung der Nationalen Einheit | Goukouni Oueddei (* 1944)             | 10. November 1979                                             | 7. Juni 1982      |                   | FROLINAT |
| −   | Hissène Habré                                           | Hissène Habré (* 1942; † 2021)        | Vorsitzender des Führenden Rates der Streitkräfte des Nordens | 7. Juni 1982      | 19. Juni 1982     | FAN      |
| −   | Hissène Habré                                           | Hissène Habré (* 1942; † 2021)        | Vorsitzender des Staatsrates                                  | 19. Juni 1982     | 21. Oktober 1982  | FAN      |
| 3.  | Hissène Habré                                           | Hissène Habré (* 1942; † 2021)        | Präsident                                                     | 21. Oktober 1982  | 1. Dezember 1990  | FAN      |
| −   |                                                         | Jean Alingué Bawoyeu (* 1937)         | Übergangspräsident                                            | 1. Dezember 1990  | 2. Dezember 1990  | UDR      |
| −   | Idriss Déby                                             | Idriss Déby (* 1952; † 2021)          | Präsident der Patriotischen Wohlfahrtsbewegung                | 2. Dezember 1990  | 4. Dezember 1990  | MPS      |
| −   | Idriss Déby                                             | Idriss Déby (* 1952; † 2021)          | Präsident des Staatsrates                                     | 4. Dezember 1990  | 4. März 1991      | MPS      |
| 4.  | Idriss Déby                                             | Idriss Déby (* 1952; † 2021)          | Präsident                                                     | 4. März 1991      | 20. April 2021    | MPS      |
| -   | Mahamat Idriss Déby Itno                                | Mahamat Idriss Déby Itno (* 1984)     | Vorsitzender des Militärrates                                 | 20. April 2021    | amtierend         | Militär  |